# Richard Doll
Richard Doll (né le 28 octobre 1912 à Hampton dans le Middlesex et mort le 24 juillet 2005 à Oxford), est un médecin épidémiologiste britannique.

## Biographie
Il étudie la médecine à Londres. Il s'inscrit au parti communiste anglais avant de le quitter en 1939. À la fin de la Seconde Guerre mondiale, il entre au Medical Research Council, dans l'unité de recherche statistique où il travaillera l'essentiel de sa vie. Il participe ainsi directement à deux découvertes importantes :
- l'absence de relation entre le milieu socioprofessionnel et la survenue d'ulcères digestifs ;
- et surtout, le rôle du tabagisme dans la genèse des cancers pulmonaires grâce à la publication en 1954 de l'étude des médecins britanniques sur le tabagisme.

En 1969, il est nommé professeur à l'université d'Oxford, et anobli en 1971. Il est lauréat de la Royal Medal en 1986 et du prix Shaw en sciences de la vie et médecine en 2004.

## Controverse
Dans son édition du 8 décembre 2006, le quotidien The Guardian révèle qu'il était durant les années 1980 sous contrat avec Monsanto (touchant même durant un an 1 500 dollars par jour), créateur de l'agent orange, pour étudier le lien possible entre le cancer et ce produit chimique. Il avait conclu qu'il n'y avait pas de relation entre les deux. Il est aujourd'hui prouvé que l'agent orange est responsable de maladies diverses, dont de nombreux cancers dans la population vietnamienne, où il a été largement utilisé par l'armée américaine durant la Guerre du Viêt Nam.
En outre, le journal assure avoir retrouvé des documents qui prouvent que Richard Doll a également perçu des honoraires de 15 000 livres (22 188 euros) de l'Association des producteurs chimiques, ainsi que des groupes américain Dow Chemical et britannique Imperial Chemical Industries pour une étude sur le chlorure de vinyle (présent dans les plastiques). Là encore, l'étude avait écarté tout risque de cancer, sauf pour le cancer du foie, conclusions que dément l'Organisation mondiale de la santé (OMS).

## Distinctions
- Officier de l'Ordre de l'Empire britannique (OBE)
- Chevalier, 1971[2]
- Membre de l'Ordre des compagnons d'honneur (CH), 1995[3]
- 2004 : Prix Shaw en sciences de la vie et médecine[4]